# ひばりの佐渡情話
「ひばりの佐渡情話」（ひばりのさどじょうわ）は、美空ひばりのシングル。1962年10月5日に日本コロムビアから発売された。

## 概要
レコード発売から翌日となる1962年10月6日には本楽曲をモチーフとし、ひばりが主演を務めた東映製作の映画『ひばりの佐渡情話』が公開され、本楽曲が主題歌として使用された。
1962年の「第13回NHK紅白歌合戦」では、本楽曲が歌唱された。
新潟県の佐渡島（佐渡市）を舞台にしたご当地ソングとしてもよく知られている。
ひばりの代表曲のひとつとして後にテレビ番組やコンサート等で数多く歌われ、ひばりの死後1991年にはカップリングを『娘船頭さん』に変更してCDシングルとして発売された。また、多くの歌手によってカバーされている。

## 収録曲

### オリジナル盤(1962年)
1. ひばりの佐渡情話
作詞：西沢爽、作曲・編曲：船村徹
2. 慕情の桟橋
作詞：西沢爽、作曲・編曲：船村徹

### 1991年盤(CDシングル)
1. ひばりの佐渡情話
作詞：西沢爽、作曲・編曲：船村徹
2. 娘船頭さん
作詞：西條八十、作曲・編曲：古賀政男

## カバー
- 五木ひろし（アルバム『永遠の道標 五木ひろし「美空ひばり」を歌う』に収録）
- 天童よしみ（アルバム『夢歌II～天童・美空ひばりを歌う』に収録）
- 塩田美奈子（2001年、アルバム『川の流れのように 〜美空ひばりをうたう』に収録）
- 坂本冬美（アルバム『浮世草紙』に収録）
- 伍代夏子（アルバム『夏子の路～伍代夏子10周年記念アルバム～』に収録）
- キム・ヨンジャ（アルバム『美空ひばりを歌うVOL.1』に収録）
- 田川寿美（アルバム『美空ひばり名曲集～歌いつがれるひばりメロディ～』に収録）
- 島津亜矢（アルバム『波動 亜矢・美空ひばりを唄う』に収録）
- 杜このみ（2014年、アルバム『いろはにほへと』に収録）
- 氷川きよし（2015年、アルバム『新・演歌名曲コレクション2 -愛しのテキーロ/男花-』に収録）
- 森山愛子（2019年、アルバム『こころ旅〜ベスト＆カバーズ〜』に収録）